# Guy II de Mâcon
Guy II de Mâcon (?-1109) fut comte de Mâcon de 1065 à 1078.

## Biographie
Fils du comte Geoffroy de Mâcon et de Béatrice.
En 1065, il succède à son père comme comte de Macon.
En 1078 sans descendant, il se fait moine à l'Abbaye de Cluny et cède le comté de Mâcon à son cousin le comte Guillaume Ier de Bourgogne.